# Тен-Мьюзиум-Парк
Тен-Мьюзиум-Парк (англ. Ten Museum Park) — жилое, торговое и офисное здание-небоскрёб, расположенный в американском городе Майами, штат Флорида. Небоскрёб расположен в северо-восточной части района Даунтаун, в комплексе небоскрёбов на берегу залива Бискейн. Высота 50-этажного небоскрёба составляет 178 метра (585 футов) и таким образом находится на тринадцатом месте в рейтинге самых высоких зданий Майами.
Здание разработано компанией «Gregg Covin Development», архитектором и строителем небоскрёба является «Chad Oppenheim Architecture + Design». Строительство началось в 2005 году и было завершено в начале 2007 года. Был открыт в торжественной церемонии в середине того же года. Высота здания составляет 178 метра и имеет 50 этажей. Фасад небоскрёба используется для отражение тепла и света от солнца, также это здание может выдержать ветер силой до 140 м/с.
Площадь небоскрёба «Тен-Мьюзиум-Парк» составляет 20 000 квадратных футов (1858 м²). В него входят офисные помещения класса А, торговые помещения нижних этажей и жилые квартиры которые занимают большую часть пространства на верхних этажах. На восточной стороне здания находятся взаимосвязанные чердаки. Нижний уровень западной части это квартиры маленькой площади, но с большими окнами. Верхние уровни здания содержат двух и трехэтажные квартиры и помещения. Некоторые квартиры оснащены бассейнами. Нижние этажи небоскрёба заняты помещениями обслуживания и сервиса, в частности: спа-салон «Clinique La Prairie spa», бутики, торговые центры и др.
Башня является частью комплекса небоскрёбов вдоль западной стороны Бискейн Бульвар, что на севере центрального делового района Майами.